# Sunspot, New Mexico

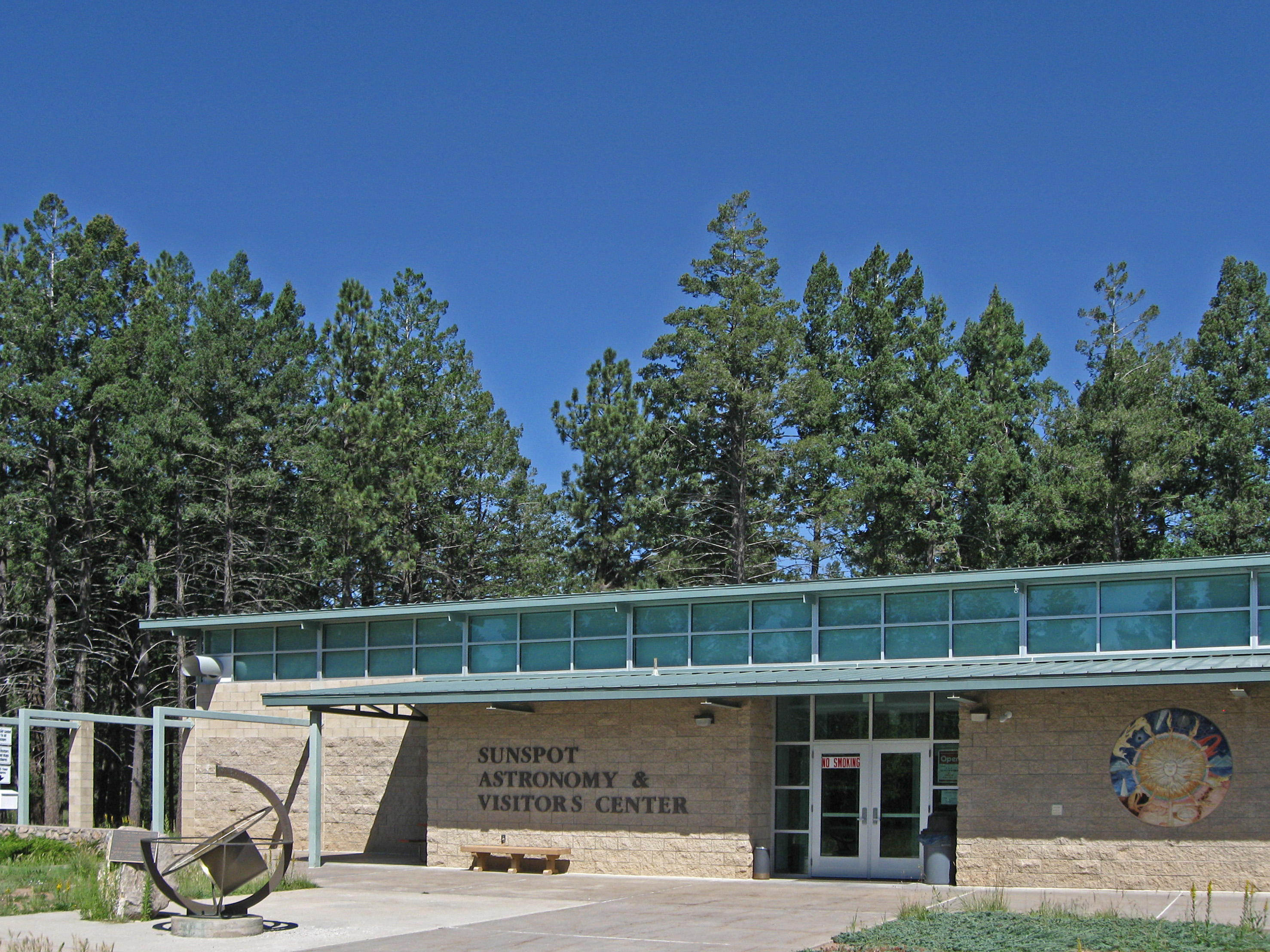
Muzeul şi centrul vizitatorilor din Sunspot

Sunspot este o comunitate neîncorporată situată în Munții Sacramento din comitatul Otero, statul  New Mexico,  Statele Unite ale Americii.  Localizată în pădurea națională Lincoln, localitatea se găsește la circa 29 km (sau 18 mile) sud de orașul Cloudcroft. Altitudinea sa medie este de 2.804 m (sau de 9,200 de picioare).

## Istoric
Sunspot a fost denumită după observatorul astronomic solar din apropiere, National Solar Observatory, situat pe vârful Sacramento.  Singurul drum care duce la Sunspot este drumul statal 6563, supranumit după emisiunea cea mai luminoasă a atomului de hidrogen, H-alpha.  Celelalte două drumuri din localitate sunt numite Penumbral și Umbral, după anumite părți ale localității.